# 安平桥
安平桥，又称五里桥和西桥，位于中国福建省泉州市，是横跨晋江市安海镇和南安市水头镇之间的海面上的一座中式古代长桥，橋上刻著「天下無橋長此橋」的对联，為中國古代第一長橋。据记载，此桥共長八百一十一丈，阔十六尺（也有说一丈四尺的）。明末名將鄭芝龍、鄭成功父子故鄉即在此橋附近，现存的安平桥，实际共长2070公尺（约合中国古代里程五里，故亦称五里桥），桥宽3至3.8公尺，为国家重点文物保护单位、国家4A级景区。

## 建造历史

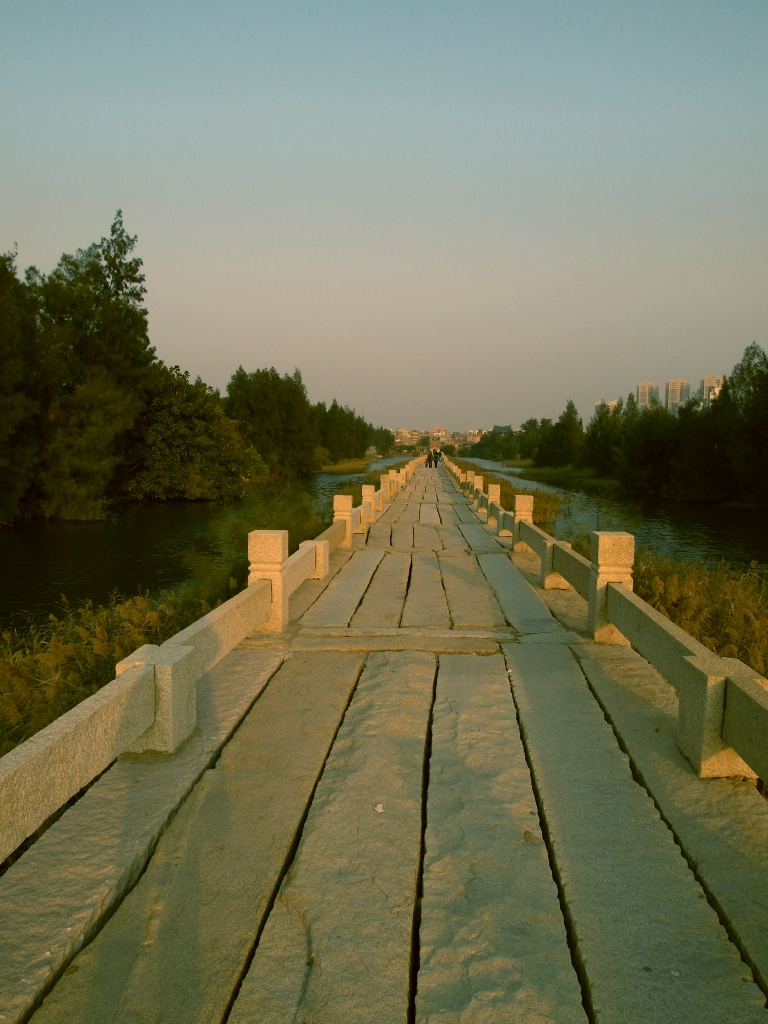
安海鎮的安平橋

安平桥身处晋江、南安水路要冲，是宋代泉州对海外交通的重要港口。建桥以前，两边民众来往只能坐船，十分危险。南宋绍兴八年（1138年），安海财主黄护和僧人智渊带头各捐钱一万缗，由僧人祖派主持，开始在两岸间建桥。但因工程浩大，加上建到一半时黄护和祖派相继亡故，而未能完成。绍兴二十一年（1151年），郡守赵令衿来到泉州上任，主持续建，又经一年才完成。工程在当时来说可谓浩大艰巨。
五里桥是梁式石桥，建桥所用石料系从金门岛上开采，船运而来。全桥由花岗岩石板筑成，每块石板重约三吨，桥有疏水道三百六十二孔。其桥板石皆是坚实的花岗岩石。其桥墩利用长条石和方形石横纵叠砌成，分长方形、半船形、双边船形三种形式，但由于年代久远目前尚存331座。整桥状如长虹，衔接安海与水头两镇。时为古代世界上最长的梁式石桥，故有“天下无桥长此桥”的称号。明代：永乐、天顺、成化、嘉靖、万历，清代：康熙、雍正、乾隆、嘉庆等朝代有十余次重修。
1905年平汉铁路郑州黄河桥建成之前，安平桥是中国最长的桥。
1961年成为第一批全国重点文物保护单位。1962年起中华人民共和国政府曾多次拨款维修。1980年政府又拨巨款进行全面整修，于1982年1月正式动工，1985年5月竣工。这次整修不但修复了桥墩、补齐了桥板、恢复了桥栏，而且将桥之两侧沉积的泥沙各挖开30米，使之从陆上桥变回水上桥，同时在桥的南面50多米处开辟了一条新公路，禁止车辆和马匹在安平桥上通行，从而更有效地来保护安平桥。

## 桥体建筑
全桥由花岗岩石构成，桥面用长8至11米、宽厚各0.5至1米的石板铺造，两侧有石栏杆。整座桥上面的东、西、中部分别置有五座“憩享”（凉亭），以供人休息，并配有菩萨像。凉亭两翼的水中筑有对称方形石塔四座，是为“防波塔”，用于减轻潮水对桥的冲击。又有圆形翠堵婆塔一座，高6米，塔身雕刻佛祖释迦牟尼相。 桥头桥尾各有门楼一座。桥头的门楼为清代同治三年（1864年）重修时建造，称为“望高楼”，上嵌有里人黄章烈所题的楷书“望高楼”、“金汤永固”等石匾额和石刻，背面的石匾额上则刻有“寰海镜清”。桥尾的牌楼为嘉庆十三年建造，石匾额上有当时南安知县盛本所写“水国安澜”，民国时牌楼被毁，二十世纪八十年代重建，但石匾额一直保存。牌楼旁边有一方残碑，原来刻有南宋绍兴末年南安县县尉陈大方所写篆书“安平桥”三字，但现在仅剩“桥”字龚显增，《亦囱脞牍》：“丁丑由安平趋漳郡，道出西桥，见篆书丰碑，几立桥上……碑题‘安平桥’篆书三字，字径二尺，配搭匀整，气象崚嶒，旁款一行，正书云‘右迪功郎南安县尉陈大方立’，刊者刘长岳大方绍兴末任南安县尉。”。

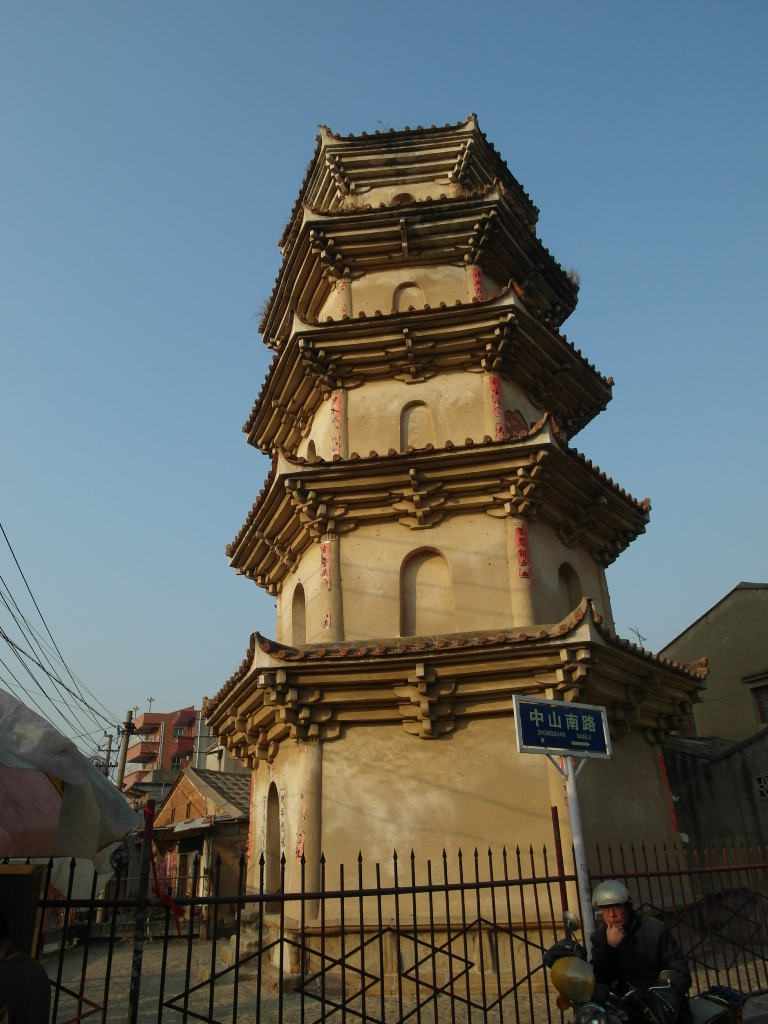
安海鎮上的白塔

安平桥中界桥段处的憩亭叫“水心亭”，现称泗洲亭，俗名中亭。亭侧有一寺庙，祭祀释迦牟尼佛。庙的门柱上刻有一副对联：“世间有佛宗斯佛，天下无桥长此桥。”中亭有二尊护桥石将军，躯高1.6米左右，披甲执剑，形象威武，为宋代石雕。桥尾有一座亭，名为超然亭（现称“水心亭”，又名桥头亭，而原水心亭现名中亭）。超然亭的东北侧有一塔，是用当时造桥余资所建，五层六角，内空心，为楼阁式仿木结构。塔的原名为瑞光塔。明朝万历年间重修后，曾改称文明塔，现俗名西塔、白塔。
安平桥底的桥墩分三种形式。水较浅、水流缓慢的水域中采用长方形石墩，较深时就改用半船型石墩，最深处则采用双头尖的筏形墩。这样的设计，配合四座防波塔，可以减轻水流对桥的冲击力。
安平桥的桥基不像洛阳桥一般，完全采用筏形基础。有些港道水深泥烂，石头容易下陷，就先用木头为垫，然后压上石条，使得木头逐渐沉陷至港底的承重层，从而奠定桥基，称为睡木基础。在港道较深处，则先打下木桩，再将木头稀疏地架在桩上，两旁由二桩挡住，防止木头向外滚落。最后压上石条，让木头沉底，称为木桩基础。后两种方法都是当时首创。

## 评价
安平桥是继泉州洛阳桥（又名万安桥）后又一次使用“筏形基础”建造的梁式石桥，但其长度远远超过了洛阳桥，并产生了泉州府地的建桥热潮。古人有“闽中桥梁甲天下”的说法。明代陈紫峰，与友人畅游安平桥时，正好遇上暴雨，于是他们就都在桥上畅谈长桥胜景，并作对联：“暴雨骤倾万斛珍珠浮水面，长虹多挂一条金带束天腰。”

当时主持建桥的赵令衿在筑成天下第一长桥之后有感而发的写下一首诗：
为问安平道，驱本夜已分；
人家无犬吠，门巷有炉熏；
月照新耕地，山收不断乡；
梅花迎我笑，书报小东君；

## 石碑

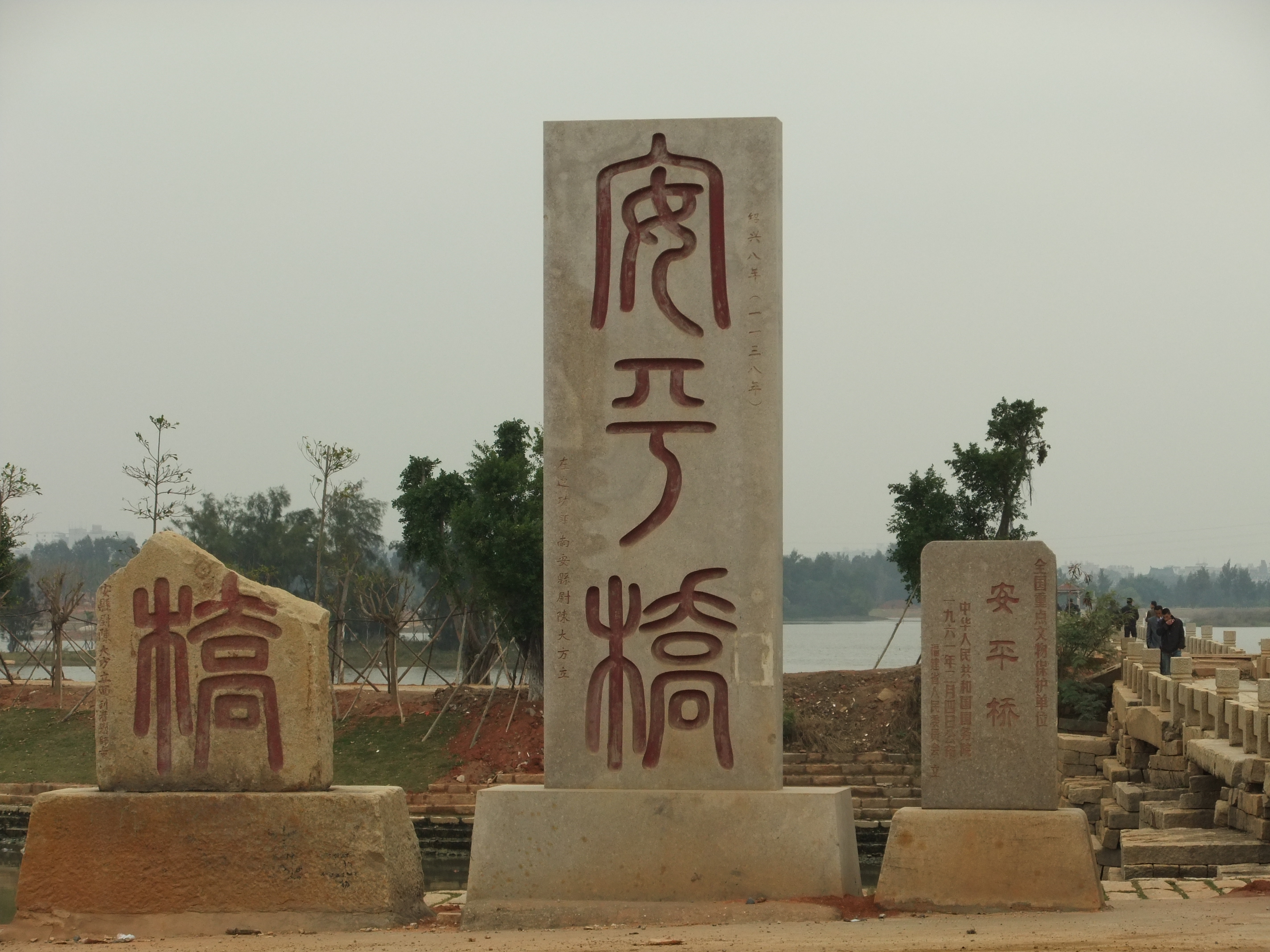
在大桥之西端站的石碑

桥上共有十四方石碑。现存最早的石碑是明代天顺三年（1459年）的《重修安平桥记》。这以后，每次大修桥均有刻碑立文，从各碑文所描述可看出，修桥的经费大多靠民间的募捐和乐施而来。
清代乾隆年间的《重修安平西桥记》碑文曰：“一方之人乃能乐义急公，集腋成裘，此足以见是镇之风俗厚”。
“万古流芳”大石碑为清代嘉庆十三年（1808年）一月所立，这是刻有募捐人名最多的石碑。碑文开头便是：“重修安平桥捐题，姓名开列于左，晋江县事今升台湾府知府徐捐银伍佰大元……”这位乐捐500银元修桥的台湾知府叫徐汝澜，当时刚任满晋江县知县，要往台湾赴任。立在碑旁的另一块嘉庆二十一年（1816年）的石碑刻的碑文便是徐汝澜撰文的《重修安平桥记》石碑和《安海志》，此时徐汝澜已于一年前回调，成为泉州知府了。
安平桥为晋江、南安二县历来的交通要道。其间碑文也记载了二县共修长桥的史实。

## 现状
由于城市的建设，加上人为的破坏，安平桥逐渐成了陆上桥。再加上周边环境的破坏，原本美丽洁净的水域也逐渐的变黑，变脏、变臭，许多在安平桥上举行的民俗活动也不得不改变地方。由于近年来中国政府的重视才渐渐得到了改善，但距离原始的安平桥风貌还需要一定的努力。现今因安海镇的拆迁活动，安平桥改建为安平桥生态公园。
多年来，古桥出现了桥墩沉降不均匀导致桥板不平、桥墩外散导致栏板脱落、桥墩开裂等情况。为完好保存这座见证宋元海洋文明的古桥，相关单位启动了安平桥晋江段桥体试验段修缮工程。
修缮工程为期10个月，在桥墩旁围堰，搭建水上平台，待桥面、桥墩等构件转移到水上平台后，再对桥梁基础进行修复。届时，“睡木沉基”建桥法将重现世人眼前。此外，修缮工程采用“分段围挡”模式，保留通行通道，游客仍可欣赏“白塔凌空、长虹卧波”胜景。

## 接驳交通
- 公交站：
  - 安海侧
    - 安平桥景区站：晋江公交26、28、38、39、44、Z5路
    - 安平桥公园站：泉州公交K608路、晋江公交3路

  - 水头侧：暂无